# فورت درام
فورت درام (به انگلیسی: Fort Drum) یک منطقهٔ مسکونی در ایالات متحده آمریکا است که در شهرستان جفرسون، نیویورک واقع شده‌است. فورت درام ۱۲٬۹۵۵ نفر جمعیت دارد.